# Krajská veterinární správa
Krajská veterinární správa (KVS) je dle zákona č. 166/1999 Sb. orgánem státní správy ve věcech veterinární péče v oblastní působnosti na území kraje. Nadřazeným orgánem je Státní veterinární správa České republiky, v rámci působení v jednotlivých okresech zřizuje KVS okresní inspektoráty (dříve Okresní veterinární správa). Krajská veterinární správa vykonává státní dozor v oblasti zdraví a welfare zvířat, výroby či obchodu s krmivy. Dohlíží rovněž nad všemi podniky zpracovávající živočišné produkty (jatky, masokombináty, mlékárny, podniky zpracování vajec a medu). Vykonává dozor nad prodejem živých zvířat či jejich produktů, a dále ve všech provozovnách, kde se nějakým způsobem zpracovává maso a masné výrobky. Inspekce u hotových balených výrobků živočišného původu spadá již do kompetence České zemědělské a potravinářské inspekce.